# Campeonato Brasileiro de Voleibol Feminino de 1983
O Campeonato Brasileiro de Voleibol de Clubes de 1983 foi a sexta edição da competição na variante feminina com esta nomenclatura. O torneio foi realizado entre meados de 1983 e 17 de dezembro de 1983, com equipes representando seis estados.

## Participantes
Supergasbrás, Rio de Janeiro/RJ

 Fluminense, Rio de Janeiro/RJ

 Paulistano, São Paulo/SP

## Final
| 17 de dezembro de 1983 | Supergasbrás | 3 — 1                   | Fluminense | Ginásio do Maracanãzinho, Rio de Janeiro Público: 0 |
| 17 de dezembro de 1983 | 0            | Set 1 Set 2 Set 3 Set 4 | 0          | Ginásio do Maracanãzinho, Rio de Janeiro Público: 0 |